# Hans Flemming Kragh
Hans Flemming Kragh (født 11. januar 1940 i Nykøbing Falster, død 8. maj 2017), bedre kendt som Gogge, var en dansk skribent, forfatter og lektor. Kragh var tv-anmelder ved Ekstra Bladet i næsten 25 år og var ansat på avisen fra 1983 til 2011. Kragh blev cand.mag. i dansk og fransk den 10. januar 1970 og blev umiddelbart efter ansat som lærer på Svendborg Gymnasium, hvor han underviste i 32 år fra 1970 til 2002.
Kragh blev i sin nekrolog, skrevet af tidligere ansvarshavende chefredaktør på Ekstra Bladet, Bent Falbert, beskrevet som "vittig, slagfærdig, indbildsk, venstreorienteret, stædig, hyggelig - og yderst velskrivende."

## Baggrund
Hans Flemming Kragh var søn af en advokat, der stod bag advokatfirmaet Kragh & Marcussen i Nykøbing Falster og døde i 1988. Kraghs morfar var Kgl. Hof-fiskehandler og døde i 1948.

## Privatliv
Hans Flemming Kragh var gift to gange og fik tre børn. Kragh boede i mange år i Svendborg i et hus med udsigt over Svendborg Sund. Huset købte han ved hjælp af en millionarv efter sin fars død i 1988.
I 2010 fik Kragh konstateret Parkinsons sygdom, og han blev tiltagende dement indtil sin død. Demensen blev imidlertid aldrig mere fremskreden, end at han stadig kunne genkende hele sin familie. Kragh levede sine sidste år på et plejehjem i København, hvor han døde i en alder af 77 år den 8. maj 2017 som følge af en lungebetændelse.